# 秋保徹
秋保 徹（あきほ とおる、1974年12月11日 - ） は、日本の実業家。ビックカメラの代表取締役社長兼社長執行役員。駿河台大学卒業、京都府出身。

## 経歴
駿河台大学卒業後、ビックカメラに入社。